# Кирихло (Марнеульский муниципалитет)
Кирихло (груз. კირიხლო, азерб. Qırıxlı) — село Марнеульского муниципалитета, края Квемо-Картли республики Грузия со 100 %-ным азербайджанским населением. Находится на юге Грузии, на территории исторической области Борчалы.

## Топоним
По одной из версий, название села Кирихло происходит от названия племени Кырых, относящегося к тюркским огузским племенам. По другой версии, название села связано опять же с тюркскими туркмено - афшарскими племенами, совершившими набеги на эти места во время монголо-татарского нашествия.

## География
Граничит с такими сёлами как Квемо-Кулари, Диди-Муганло, Еникенди, Кушчи, Ахали-Мамудло, Качагани, Текали и Куртлари Марнеульского муниципалитета.

## Население
По данным Государственного статистического комитета Грузии, согласно официальной переписи 2002 года, численность населения села Кирихло составляет 1262 человек и на 100 % состоит из азербайджанцев.

## Экономика
Население в основном занимается сельским хозяйством, овцеводством, скотоводством и овощеводством.

## Достопримечательности
- Мечеть имени Хазрата Фатимеи-Зохры[6]
- Средняя школа[7]

## Известные уроженцы
- Султанов Тахир Мехти Оглы (1914 - 1998) - участник Великой Отечественной войны.[8]